# Кутол

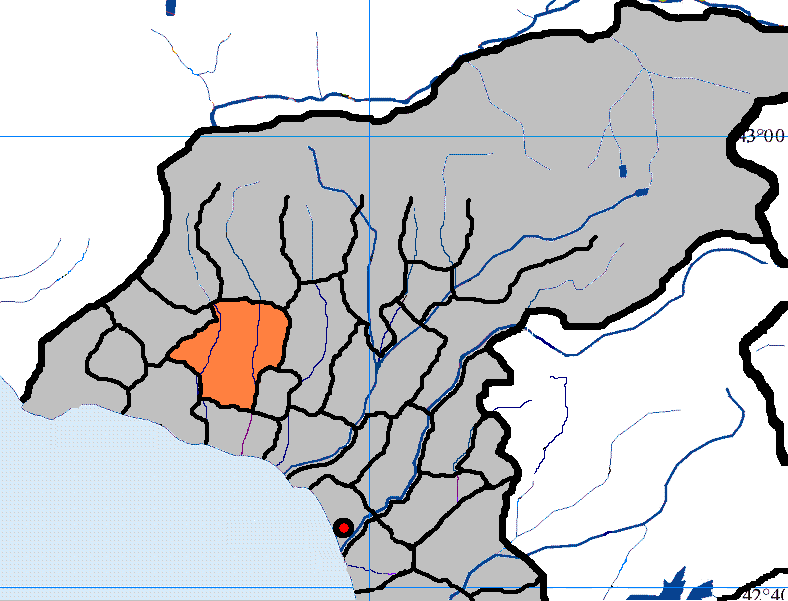
Расположение села Кутол

Куто́л (абх. Кәтол, груз. კუტოლი) — село в Абхазии, в Очамчырском районе частично признанной Республики Абхазия, согласно административному делению Грузии — в Очамчирском муниципалитете Абхазской Автономной Республики. Расположено к северо-западу от райцентра Очамчыра в равнинной полосе. До 1967 года в качестве официального названия села использовалась грузинская форма Квитаули. В административном отношении село представляет собой административный центр Кутольской сельской администрации (абх. Кәтол ақыҭа ахадара), в прошлом Кутольский сельсовет. Одно из крупнейших сёл Абжуйской Абхазии.

## Границы
На севере Кутол граничит с сёлами Джгерда и Гуада; на востоке — с Кочарой и Лаброй; на юге — с селом Тамыш; на западе — с сёлами Кындыг и Атара.

## Население
| Численность населения | Численность населения |
| 1886                  | 1926                  |
| --------------------- | --------------------- |
| 556                   | ↗1795                 |
| 2011                  |                       |
| ↗2181                 |                       |

Население Кутольского сельсовета по данным переписи 1989 года составляло 3755 человек, по данным переписи 2011 года население сельской администрации Кутол составило 2181 человек, в основном абхазы.
| Год переписи | Число жителей | Этнический состав                           |
| ------------ | ------------- | ------------------------------------------- |
| 1886         | 1352          | абхазы 99,6 %; грузины 0,4 %                |
| 1926         | 1795          | абхазы 94,6 %; грузины 3,6 %                |
| 1959         | 3208          | абхазы, грузины (нет точных данных)         |
| 1989         | 3755          | абхазы, грузины (нет точных данных)         |
| 2011         | 2181          | абхазы 96,5 %, грузины 1,6 %, русские 1,4 % |

По данным переписи населения 1886 года в селении Кутол проживало православных христиан — 1352 человек, мусульман-суннитов не было. По сословному делению в Кутоле имелось 3 князя, 36 дворян, 6 представителей православного духовенства и 1973 крестьянина. Представителей «городских» сословий в Кутоле не проживало.
В сталинский период в село переселяют значительное количество мегрельских крестьян из западных районов Грузии, земли которым отводятся на окраинах села. Перед началом грузино-абхазской войны численность грузинского и абхазского населения Кутола была примерно равной. В конце 1980-х годов грузинская общественность села выступила с идеей разделения местного колхоза по этническому принципу, однако эта инициатива не была реализована на практике. После окончания грузино-абхазской войны большая часть кутольских мегрелов покинула село.

## Историческое деление
Село Кутол исторически подразделяется на 6 посёлков (абх. аҳабла):
- Абаакыт
- Ахаблагу (Кутол-Агу)
- Ахыуаа
- Бзанкыт
- Кьаракьан
- Тоумышь

## Интересное
В течение грузино-абхазской войны некоторые части села Кутол несколько раз переходили из рук в руки. Кутол сильно пострадал от боевых действий, многие дома были разрушены, значительные площади были заминированы. Однако местное абхазское население вплоть до окончания войны находилось в селе.
В центре села установлен памятник уроженцам села — жертвам грузино-абхазской войны.

## Известные уроженцы
- Аджинджал Ахра Алексеевич — украинский живописец абхазского происхождения.
- Басария Симон Петрович — политический и общественный деятель, педагог, краевед, публицист.
- Басария Этери Фёдоровна — абхазская писательница, переводчик, член Союза писателей СССР, Национального союза писателей Украины, Союза писателей Абхазии.
- Басария Владимир Константинович — абхазский писатель и журналист, заслуженный работник культуры Абхазской АССР, член Союза писателей Абхазии и Союза журналистов России, кавалер ордена «Ахьдз-Апша» («Честь и Слава») III степени Республики Абхазия.
- Гамгиа Валерий Валикович — абхазский живописец, график, автор государственной символики Республики Абхазия — наград и флага Абхазии.
- Гургулиа Борис Алмасханович — абхазский писатель, член Союза писателей Абхазии, профессор Абхазского государственного университета.
- Касландзия Владимир Арушанович — доктор филологических наук, профессор, специалист по лексикологии, лексикографии, фразеологии.
- Касландзия Леуарса Шардынович — народный артист Абхазской АССР, народный артист Грузинской ССР.
- Когония Иуа Абасович — абхазский советский поэт.
- Ласурия Алексей Едгиевич — абхазский поэт, прозаик, член Союза писателей СССР и член Правления Союза писателей Абхазии.
- Микая Мушни Иродович — абхазский писатель, поэт, редактор, кавалер ордена «Ахьдз-Апша» («Честь и Слава») II степени Республики Абхазия.
- Папаскири Иван Георгиевич — абхазский писатель, заслуженный работник культуры Грузинской ССР, народный писатель Абхазской АССР.
- Тапагуа Джота Константинович — абхазский детский писатель, поэт, педагог, переводчик, кандидат педагогических наук, заслуженный учитель Абхазской АССР и Грузинской ССР.
- Чкадуа Шота Евгеньевич — абхазский писатель, прозаик-сатирик, драматург, член Союза писателей СССР и Союза писателей Абхазии.